# Великобубновский сельский совет (Роменский район)
Великобубновский сельский совет (укр. Великобубнівська сільська рада) — упразднённая административная единица в составе
Роменского района
Сумской области
Украины.
Административный центр сельского совета находился в 
с. Великие Бубны
.

## Населённые пункты совета
- с. Великие Бубны
- с. Заезд
- с. Матлахово
- с. Посад